# Amomum vespertilio
Amomum vespertilio är en enhjärtbladig växtart som beskrevs av François Gagnepain. Amomum vespertilio ingår i släktet Amomum och familjen Zingiberaceae. IUCN kategoriserar arten globalt som sårbar. Inga underarter finns listade i Catalogue of Life.